# Michelle Williams

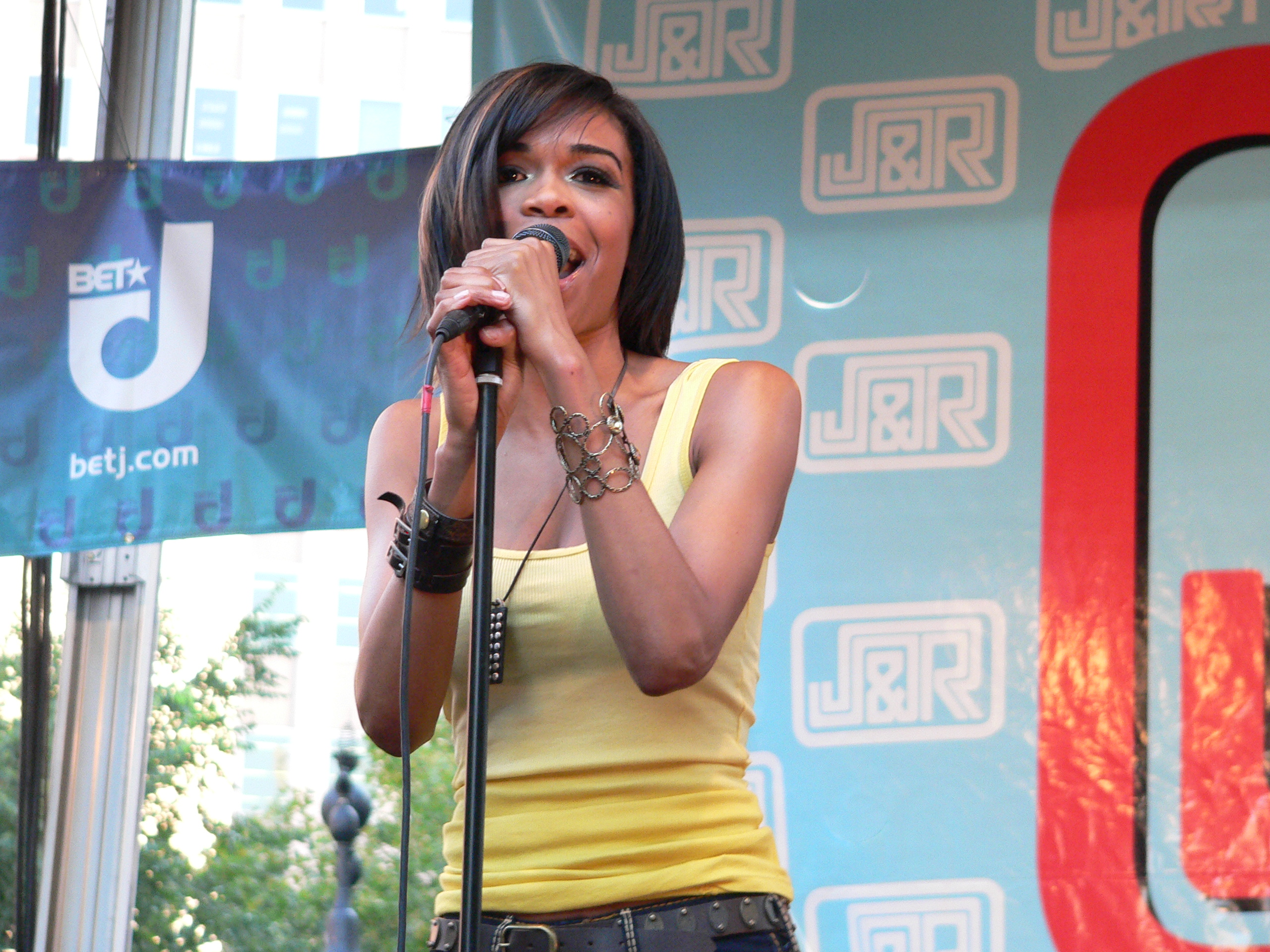
Michelle Williams la J&R Musicfest în 2008

Tenitra Michelle Williams (n. 23 iulie 1980), cunoscută ca Michelle Williams, este o cântăreață, producătoare și actriță americană. Este cunoscută mai bine ca fiind una dintre cele trei componente a formației R&B Destiny's Child, formația feminină cu cele mai bune vânzări din toate timpurile.
Original fiind backing vocal pentru cântăreața Monica, Williams, împreună cu Farrah Franklin, s-au alăturat lui Beyonce Knowles și Kelly Rowland, în 2000, luându-le locul lui LaToya Luckett și LaTavia Roberson. Franklin a părăsit formația după numai cinci luni, dar Michelle a rămas alături de Beyonce și Kelly, formând un trio. În 2002, după o serie de succese alături de Destiny's Child, Williams își lansează primul album solo, "Heart to Yours", album ce a devenit cel mai bine vândut album gospel din anul acela. Albumul a fost urmat de "Do You Know", lansat în 2004.
Deși a devenit o foarte cunoscută și apreciată cântăreață, Michelle Williams este și o actriță de televiziune și Broadway. Williams nu renunță totuși la muzică. Primul său album de R&B comercial, "Unexpected", urmează să fie lansat pe 12 august 2008. Primul single de pe acest album, "We Break The Dawn", a atins #1 în topul Billboard Dance Charts.

## Viața și cariera

### Copilăria
S-a născut pe 23 iulie 1980,în Rockford,Illinois și a crescut într-o familie de creștini.Williams a început să cânte în corul bisericii.Mai târziu,a cântat într-un grup muzical numit United Harmony,împreună cu sora sa,Cameron.Prin intermediul unui prieten,a ajuns backing vocal pentru cântăreața Monica.

### Începutul alături de Destiny's Child
În 1998,Williams a întâlnit două dintre membrele Destiny's Child,Beyonce Knowles și Kelly Rowland,în hotelul Atlanta.
În 2000, LeToya Luckett și LaTavia Roberson părăsesc formația,iar Michelle Williams și Farrah Franklin le înlocuiesc.Cele două apar alături de Knowles și Rowland în videoclipul melodiei "Say My Name",aceasta fiind prima lor apariție oficială ca membre Destiny's Child.
După numai cinci luni,Farrah părăsește trupa,aducând drept motiv neînțelegerea cu celelalte membre ale grupului,iar Destiny's Child rămâne un trio.În această formulă,Destiny's Child lansează "Independent Woman Part.I",melodie ce a aparținut coloanei sonore a filmului "Charlie's Angels" si a stat 11 saptamani in topul oficial din U.S.A. .
După succesul "Independent Woman",Destiny's Child lansează al treilea album de studio,Survivor.Albumul a fost lansat în mai 2001 și a debutat ca #1 în topul U.S. Billboard 200,cu 663.000 unități vândute.Survivor a fost vândut în peste 10 milioane de copii în întreaga lume,dintre care 4.1 doar în S.U.A. . Două single-uri de pe album , "Bootylicious" și "Survivor",au ajuns #1.Acestea împreună cu albumul au adus lui Michelle și celorlalti doi "copii ai destinului" un premiu Grammy.
După lansarea albumului de Crăciun, 8 Days of Christmas ,cele trei fete anunță despărțirea lor temporară pentru a continua fiecare cu proiecte solo.

### Carieră solo
În timp ce încă era cu Destiny's Child,Michelle lucra la primul său album solo,Heart To Yours.Albumul cuprinde colaborări cu Carl Thomas,Shirley Caesar și Mary Mary."Unii oameni cânta gospel când carierelele lor sunt pe punctul de a se termina.Eu am decis să fac asta în timpul succesului Destiny's Child",a declarat Michelle la evenimentul de lansare al albumului.
Albumul a fost lansat pe 16 aprilie 2002,în America de Nord și a fost vandut în 17.000 de copii în prima săptămână de la lansare,obținând astfel locul 57 în topul Billboard 200,locul 3 în Top Contemporary Christian tally și #1 în Top Gospel Albums Chart.A devenit cel mai bun album gospel al anului,vânzând aproximativ 200.000 unități în S.U.A. .
În 2003,Michelle își face debutul în actorie,înlocuind-o pe Toni Braxton în piesa de teatru Aida,jucată pe Broadway.Până în momentul de față,este singura membră Destiny's Child ce a jucat pe Broadway.
Lansat pe 26 ianuarie 2004,în Statele Unite,Do You Know,al doilea album de studio al lui Williams,a vândut 10.000 de copii în prima săptămână,dar a fost un adevărat eșec în topul Billboard 200,atingând doar locul 120.Din nou,Michelle Williams avea mai mult succes în topurile de gospel,albumul ocupând locul 2 în Top Gospel Albums Chart și locul 3 în Top Christian Albums tally. De asemenea, single-ul "Do You Know" nu a avut succes în topuri.În martie 2008,albumul Do You Know vânduse 78.000 copii.

### Destiny Fulfilled(2004) și despărțirea
În 2004,Michelle Williams,Beyonce Knowles și Kelly Rowland s-au întors în studio pentru a înregistra al patrulea album de studio, Destiny Fulfilled.
Albumul a fost lansat în noiembrie 2004 și a atins locul 2 în topul Billboard 200.Au fost lansate single-urile "Lose My Breath", "Soldier", "Girl" și "Cater 2 U".
În 2005 Destiny's Child pleacă în turneul de promovare al albumului. În timpul turneului "Destiny Fulfilled ... And Lovin' It" (care a început în aprilie 2005 și a durat 6 luni), Destiny's Child anunță despărțirea lor definitivă.
În octombrie 2005, Destiny's Child lansează un album de compilatii, intitulat #1's, conținând toate single-urile lor ajunse #1 în topuri și alte trei noi melodii, printre care și "Stand Up For Love", ultimul single Destiny's Child.
În martie 2006, Destiny's Child au primit o stea pe Hollywood Walk of Fame.
Destiny's Child a fost recunoscută ca cea mai bine vândută formație de femei din toate timpurile.

### 2008:Unexpected
În martie 2008, casa de discuri Columbia Records și Music World Entertainment au dezvăluit că Williams va lansa al treilea album de studio pe 12 august 2008, în S.U.A. Albumul va conține 12 piese și se va intitula Unexpected.
În iunie 2008, Michelle a lansat "We Break the Dawn" feat. Flo Rida. Melodia a ajuns în topurile Hot Dance Club Play, U.S. Billboard Hot Dance Airplay și U.S. Billboard Hot Single Sales.Pe 11 iulie 2008, "We Break the Dawn" a ajuns #1 în topul Hot Dance Airplay.
Melodia "Stop This Car" va fi lansată ca al doilea single.Melodia a fost produsă de Stargate.

## Discografie

### Albume

#### Albume de studio
| An   | Nume album | Poziții în topuri | Poziții în topuri | Poziții în topuri | Poziții în topuri | Vânzări și certificații      |
| An   | Nume album | U.S. 200          | U.S. R&B          | U.S. TGA          | U.S. CCM          | Vânzări și certificații      |
| ---- | --- | ----------------- | ----------------- | ----------------- | ----------------- | ---------------------------- |
| 2002 | Heart to Yours - Primul album de studio - Lansat pe 16 aprilie 2002 - Case de discuri: Sanctuary, Columbia Records                                                    | 57                | 17                | 1                 | 3                 | - vânzări în S.U.A.: 203,622 |
| 2004 | Do You Know - Al doilea album de studio - Lansat pe 26 ianuarie 2004 - Case de discuri: Sanctuary, Columbia Records                                                   | 120               | 28                | 2                 | 3                 | - vânzări S.U.A.: 78,000     |
| 2008 | Unexpected - Al treilea album de studio - Lansat pe 7 octombrie 2008 - Casă de discuri : Music World, Columbia Records (#88697357022) - Formate: CD, digital download | 42                | 11                | —                 | —                 | - US: 34.000 (până în 2013)  |
| 2014 | Journey to Freedom - Lansat: 9 septembrie 2014 - Labeluri: Light Records, E1 Music - Formate: CD, digital download                                                    | 29                | —                 | 2                 | —                 |                              |

#### Compilații
| An   | Numele albumului |
| ---- | --- |
| 2006 | Heart to Yours/Do You Know - Primul album de compilații - Lansat pe 24 octombrie 2006 - Case de discuri : Sanctuary, Columbia Records |

### Single-uri
| An   | Titlu                 | Poziții în topuri | Poziții în topuri | Poziții în topuri | Poziții în topuri | Poziții în topuri | Poziții în topuri | Album                  |
| An   | Titlu                 | U.S.              | U.S. R&B          | U.S. Dance        | UK                | NZ                | AUS               | Album                  |
| ---- | --------------------- | ----------------- | ----------------- | ----------------- | ----------------- | ----------------- | ----------------- | ---------------------- |
| 2002 | "Heard a Word"        | —                 | —                 | —                 | —                 | —                 | —                 | Heart to Yours         |
| 2004 | "Do You Know"         | —                 | —                 | —                 | —                 | —                 | —                 | Do You Know            |
| 2006 | "Let's Stay Together" | —                 | —                 | —                 | —                 | —                 | —                 | Roll Bounce soundtrack |
| 2008 | "We Break the Dawn" A | —                 | —                 | 1                 | —                 | —                 | —                 | Unexpected             |
| 2008 | "Stop This Car" B     | —                 | —                 | —                 | —                 | —                 | —                 | Unexpected             |

- A Single curent.
- B Urmeaza sa fie lansat.

### Videoclipuri muzicale
| An   | Melodie             | Director(i)     |
| ---- | ------------------- | --------------- |
| 2002 | "Heard a Word"      | Sylvain White   |
| 2003 | "Do You Know"       | Matthew Rolston |
| 2008 | "We Break the Dawn" | Phil Griffin    |
| 2008 | "Stop This Car"     | TBA             |

## Carieră în actorie

### Film și televiziune
| An   | Titlu                        | Rol           | Note                                                 | Sursă                       |
| ---- | ---------------------------- | ------------- | ---------------------------------------------------- | --------------------------- |
| 2006 | Half & Half                  | Naomi Dawson  | Recurring role; three episodes                       | [ 4 ]                       |
| 2008 | MTV's Top Pop Group          | Ea însăși     | Judge; 4 episoade                                    | [ 5 ]                       |
| 2009 | Gospel Dream                 | Ea însăși     | Judge                                                | [ 6 ]                       |
| 2009 | RuPaul's Drag Race           | Ea însăși     | Guest judge; Season one, episode two ("Girl Groups") | [ 7 ]                       |
| 2010 | Blessed & Cursed             | Ea însăși     | Film artistic; apariție cameo                        |                             |
| 2010 | Strictly Come Dancing        | Ea însăși     | Eighth season contestant                             | [ 8 ]                       |
| 2010 | You're Cut Off!              | Ea însăși     | Guest appearance; one episode ("Giving Back")        |                             |
| 2011 | What My Husband Doesn't Know | Lena Summer   | Live performance                                     | [ 9 ]                       |
| 2014 | Fix My Choir                 | Ea însăși     | Gazdă                                                | [ 10 ]                      |
| 2015 | Revival!                     | Mary Magdalen | TBR                                                  |                             |
| 2015 | The View                     | Ea însăși     | Guest co-host; 4 episoade                            | [ 11 ] [ 12 ] [ 13 ] [ 14 ] |

### Teatru
| An   | Titl                         | Rol            | Note                                       | Sursă  |
| ---- | ---------------------------- | -------------- | ------------------------------------------ | ------ |
| 2003 | Aida                         | Aida           | Rol principal; Broadway                    | [ 15 ] |
| 2007 | The Color Purple             | Shug Avery     | Rol secundar; National Tour                | [ 16 ] |
| 2009 | Chicago                      | Roxie Hart     | Rol principal; West End                    | [ 17 ] |
| 2010 | Chicago                      | Roxie Hart     | Rol principal; Broadway                    | [ 18 ] |
| 2010 | Chicago                      | Roxie Hart     | Rol principal; National Tour (Los Angeles) | [ 19 ] |
| 2011 | What My Husband Doesn't Know | Lena Summers   | Rol principal                              | [ 20 ] |
| 2013 | Fela!                        | Sandra Isadore | Rol secundar; National Tour                | [ 21 ] |

## Premii și nominalizări

### Actorie

#### NAACP Theatre Awards
| An   | Lucrare nominalizată                      | Premiu                    | Rezultat     |
| ---- | ----------------------------------------- | ------------------------- | ------------ |
| 2007 | Michelle Williams pentru The Color Purple | Best Lead Female – Equity | Nominalizare |

### Muzică

#### ASCAP

###### ASCAP Pop Music Awards
| An   | Lucrare nominalizată                 | Premiu              | Rezultat |
| ---- | ------------------------------------ | ------------------- | -------- |
| 2006 | "Lose My Breath"                     | Most Performed Song | Câștigat |
| 2006 | "Soldier" (feat. T.I. and Lil Wayne) | Most Performed Song | Câștigat |

###### ASCAP Rhythm & Soul Music Awards
| An   | Lucrare nominalizată                 | Premiu                           | Rezultat |
| ---- | ------------------------------------ | -------------------------------- | -------- |
| 2002 | "Independent Women Part I"           | Soundtrack Song of the Year      | Câștigat |
| 2006 | "Cater 2 U"                          | Premiu Winning R&B/Hip-Hop Songs | Câștigat |
| 2006 | "Soldier" (feat. T.I. and Lil Wayne) | Premiu Winning R&B/Hip-Hop Songs | Câștigat |

#### BET Awards
| An   | Lucrare nominalizată | Premiu             | Rezultat     |
| ---- | -------------------- | ------------------ | ------------ |
| 2015 | Michelle Williams    | Best Gospel Artist | În așteptare |

#### BMI Pop Music Awards
| An   | Lucrare nominalizată                | Premiu               | Rezultat |
| ---- | ----------------------------------- | -------------------- | -------- |
| 2006 | "Lose My Breath"                    | Premiu Winning Songs | Câștigat |
| 2006 | "Soldier" (feat. T.I. & Lil' Wayne) | Premiu Winning Songs | Câștigat |

#### GMA Dove Awards
| An   | Lucrare nominalizată | Premiu                                         | Rezultat     |
| ---- | -------------------- | ---------------------------------------------- | ------------ |
| 2003 | Michelle Williams    | Female Vocalist of the Year Urban Contemporary | Nominalizare |

#### GMWA Excellence Awards
| An   | Lucrare nominalizată | Premiu                 | Rezultat     |
| ---- | -------------------- | ---------------------- | ------------ |
| 2003 | Michelle Williams    | New Artist of the Year | Nominalizare |

#### Gospel Touch Music Awards
| An   | Lucrare nominalizată                     | Premiu           | Rezultat |
| ---- | ---------------------------------------- | ---------------- | -------- |
| 2014 | "Say Yes"(feat. Beyoncé & Kelly Rowland) | Song of the Year | Câștigat |

#### Premiile Grammy
Williams a câștigat un premiu din 7 nominalizări ca membră a trupei Destiny's Child, dar fiecare premiu este atribuit individual fiecărui membru al formației
| An   | Lucrare nominalizată                 | Premiu                                             | Rezultat     |
| ---- | ------------------------------------ | -------------------------------------------------- | ------------ |
| 2002 | Survivor                             | Best R&B Album                                     | Nominalizare |
| 2002 | "Survivor"                           | Best R&B Performance by a Duo or Group with Vocals | Câștigat     |
| 2005 | "Lose My Breath"                     | Best R&B Performance by a Duo or Group with Vocals | Nominalizare |
| 2006 | Destiny Fulfilled                    | Best Contemporary R&B Album                        | Nominalizare |
| 2006 | "Cater 2 U"                          | Best R&B Song                                      | Nominalizare |
| 2006 | "Cater 2 U"                          | Best R&B Performance by a Duo or Group with Vocals | Nominalizare |
| 2006 | "Soldier" (feat. T.I. and Lil Wayne) | Best Rap/Sung Collaboration                        | Nominalizare |

#### NAACP Image Awards
| An   | Lucrare nominalizată | Premiu                                                 | Rezultat     |
| ---- | -------------------- | ------------------------------------------------------ | ------------ |
| 2014 | Journey to Freedom   | Outstanding Gospel Album (Traditional or Contemporary) | Nominalizare |

#### NewNowNext Awards
| An   | Lucrare nominalizată | Premiu                                        | Rezultat     |
| ---- | -------------------- | --------------------------------------------- | ------------ |
| 2008 | "We Break the Dawn"  | Best R&B Vocal Performance By a Female Artist | Nominalizare |

#### MOBO Awards
| An   | Lucrare nominalizată | Premiu          | Rezultat     |
| ---- | -------------------- | --------------- | ------------ |
| 2002 | Michelle Williams    | Best Gospel Act | Câștigat     |
| 2004 | Michelle Williams    | Best Gospel Act | Nominalizare |

#### Soul Train Awards
| An   | Lucrare nominalizată                     | Premiu                         | Rezultat     |
| ---- | ---------------------------------------- | ------------------------------ | ------------ |
| 2014 | "Say Yes"(feat. Beyoncé & Kelly Rowland) | Best Gospel/Inspirational Song | Nominalizare |

#### Stellar Awards
| An   | Lucrare nominalizată                      | Premiu                                                          | Rezultat     |
| ---- | ----------------------------------------- | --------------------------------------------------------------- | ------------ |
| 2003 | Michelle Williams                         | New Artist of the Year                                          | Nominalizare |
| 2015 | "Say Yes" (feat. Beyoncé & Kelly Rowland) | Song of the Year                                                | Nominalizare |
| 2015 | "Say Yes" (feat. Beyoncé & Kelly Rowland) | Urban/Inspirational/Instrumental Single/Performance of the Year | Nominalizare |
| 2015 | "Say Yes" (feat. Beyoncé & Kelly Rowland) | Music Video of the Year                                         | Câștigat     |
| 2015 | Michelle Williams                         | Female Vocalist of the Year                                     | Nominalizare |